# Mistrzostwa Ameryki Południowej w judo
Mistrzostwa Ameryki Południowej w judo – mistrzostwa rozegrane są nieregularnie od lat osiemdziesiątych.

## Edycje zawodów
| Rok  | Miejsce      | Państwo   | Data            |
| ---- | ------------ | --------- | --------------- |
| 1988 | Cuenca       | Ekwador   | 11 listopada    |
| 1997 | Medellín     | Kolumbia  | 25 sierpnia     |
| 1999 | Iquique      | Chile     | 25 listopada    |
| 2000 | Cochabamba   | Boliwia   | 13 lipca        |
| 2001 | Valdivia     | Chile     | 4 października  |
| 2002 | ----         | Argentyna | 6 października  |
| 2003 | Cuenca       | Argentyna | 22 października |
| 2005 | Cali         | Kolumbia  | 7 maja          |
| 2006 | Buenos Aires | Argentyna | 22 października |
| 2008 | Brasília     | Brazylia  | 5 czerwca       |
| 2009 | Quito        | Ekwador   | 15 maja         |
| 2011 | Paladines    | Ekwador   | 4 marca         |
| 2012 | Santiago     | Chile     | 5 marca         |
| 2013 | Buenos Aires | Argentyna | 24 marca        |
| 2015 | Santa Cruz   | Boliwia   | 14 września     |
| 2018 | Lima         | Peru      | 24 czerwca      |